# Thiago Martinelli
Thiago Martinelli (nacido el 14 de enero de 1980) es un exfutbolista brasileño que se desempeñaba como defensa.
Jugó para clubes como el Paulista, São Caetano, Cruzeiro, Cerezo Osaka, Vasco da Gama, Vitória y Grêmio Osasco Audax.

## Trayectoria

### Clubes
| Club                | País   | Año         |
| ------------------- | ------ | ----------- |
| Paulista            | Brasil | 2000 - 2003 |
| São Caetano         | Brasil | 2003 - 2007 |
| Cruzeiro            | Brasil | 2007 - 2008 |
| Cerezo Osaka        | Japón  | 2009        |
| Vasco da Gama       | Brasil | 2010        |
| Vitória             | Brasil | 2010        |
| São Caetano         | Brasil | 2011        |
| Grêmio Osasco Audax | Brasil | 2012        |